# José Mujica
José Alberto Mujica Cordano (Montevideo, 20 maggio 1935 – Montevideo, 13 maggio 2025) è stato un politico e guerrigliero uruguaiano, conosciuto pubblicamente come Pepe Mujica, presidente dell'Uruguay dal 1º marzo 2010 al 1º marzo 2015. Con un passato da guerrigliero nei Tupamaros ai tempi della dittatura, fu eletto deputato, senatore e, tra il 2005 e il 2008, fu ministro dell'allevamento, agricoltura e pesca. Fu leader del Movimento di Partecipazione Popolare (MPP), raggruppamento maggioritario del Fronte Ampio, fino alle sue dimissioni avvenute il 24 maggio 2009. Il 30 novembre 2009 vinse le elezioni presidenziali, battendo al ballottaggio Luis Alberto Lacalle.
Dal 2005, dopo una lunga convivenza, si è sposato con la senatrice e storica leader del MPP Lucía Topolansky. Mujica era noto per il suo stile di vita di volontaria semplicità, e riceveva dallo Stato uruguaiano un assegno di 260 259 pesos (~8 300 euro) al mese per il suo lavoro alla guida del Paese, ma ne donava circa il 90% a favore di organizzazioni non governative e a persone bisognose. La sua automobile era un Volkswagen Maggiolino del 1987, donatagli da alcuni amici e che si è sempre rifiutato di vendere, nonostante offerte cospicue.
Viveva in una piccola fattoria a Rincón del Cerro, alla periferia di Montevideo. Anche durante il suo mandato aveva rinunciato a vivere nel palazzo presidenziale. In riferimento alla piccola quota di stipendio che tratteneva per sé (più o meno 800 euro) che lo fece soprannominare anche il "Presidente più povero del mondo", Mujica dichiarò in un'intervista al quotidiano colombiano El Tiempo che tale quantità di denaro gli era sufficiente, alla luce del fatto che molti suoi connazionali devono vivere con meno.
Il 20 ottobre 2020, con le dimissioni dal Senato, ufficializzò il suo ritiro a vita privata. È deceduto il 13 maggio 2025, a 89 anni, per un tumore all'esofago.

## Biografia

### Origini e infanzia
José Mujica è nato il 20 maggio 1935 nella capitale Montevideo, da Demetrio Mujica Terra e Lucy Cordano Giorello. Demetrio era un discendente di una famiglia di baschi arrivata in Uruguay nel 1842. Attraverso sua nonna paterna, Mujica era un lontano parente di diversi politici uruguaiani di spicco, tra cui Gabriel Terra, il 26° presidente dell'Uruguay tra il 1931 e il 1938. I genitori di Demetrio possedevano diverse proprietà agricole, che venivano utilizzate come terreni di addestramento per i soldati contro le insurrezioni guidate dal leader rivoluzionario Aparicio Saravia. Agricoltore di professione, Demetrio andò in bancarotta poco prima della sua morte nel 1940, quando José aveva cinque anni.
Lucy nacque a Carmelo da immigrati poveri provenienti dalla Liguria, con origini nel comune di Favale di Malvaro in Val Fontanabuona, nell'ex provincia di Genova. Alla sua nascita, i suoi genitori avevano acquistato 2 ettari (4,9 acri) a Colonia Estrella, una città nel Dipartimento di Colonia, per coltivare vigneti. Suo padre era un membro attivo del Partito Nazionale, ed è stato scelto più volte come consigliere comunale per Colonia, diventando stretto amico di Luis Alberto de Herrera.
Dai 13 ai 17 anni il giovane Pepe si dedicò al ciclismo, appartenendo successivamente a diversi club sportivi della regione mano a mano che saliva di categoria.

### Debutto in politica
Suo zio materno, Ángel Cordano, era nazionalista e peronista e influenzò molto la formazione politica di Mujica. Nel 1956 conobbe, tramite sua madre che militava nel suo partito, l'allora deputato nazionalista Enrique Erro e da allora iniziò a militare nel Partito Nazionale, divenendone Segretario Generale del settore giovanile.
Alle elezioni del 1958 trionfò per la prima volta il cosiddetto Herrerismo e Erro fu designato ministro del Lavoro, accompagnato da Mujica che però non aveva nessun incarico ufficiale. Nel 1962 Erro e Mujica abbandonarono il Partito Nazionale per creare l'Unione Popolare assieme al Partito Socialista dell'Uruguay e ad un piccolo gruppo chiamato Nuova Base, partecipando alle elezioni per la presidenza della repubblica con il candidato comune Emilio Frugoni: persero nettamente, ottenendo soltanto il 2,3%.

### Comandante guerrigliero

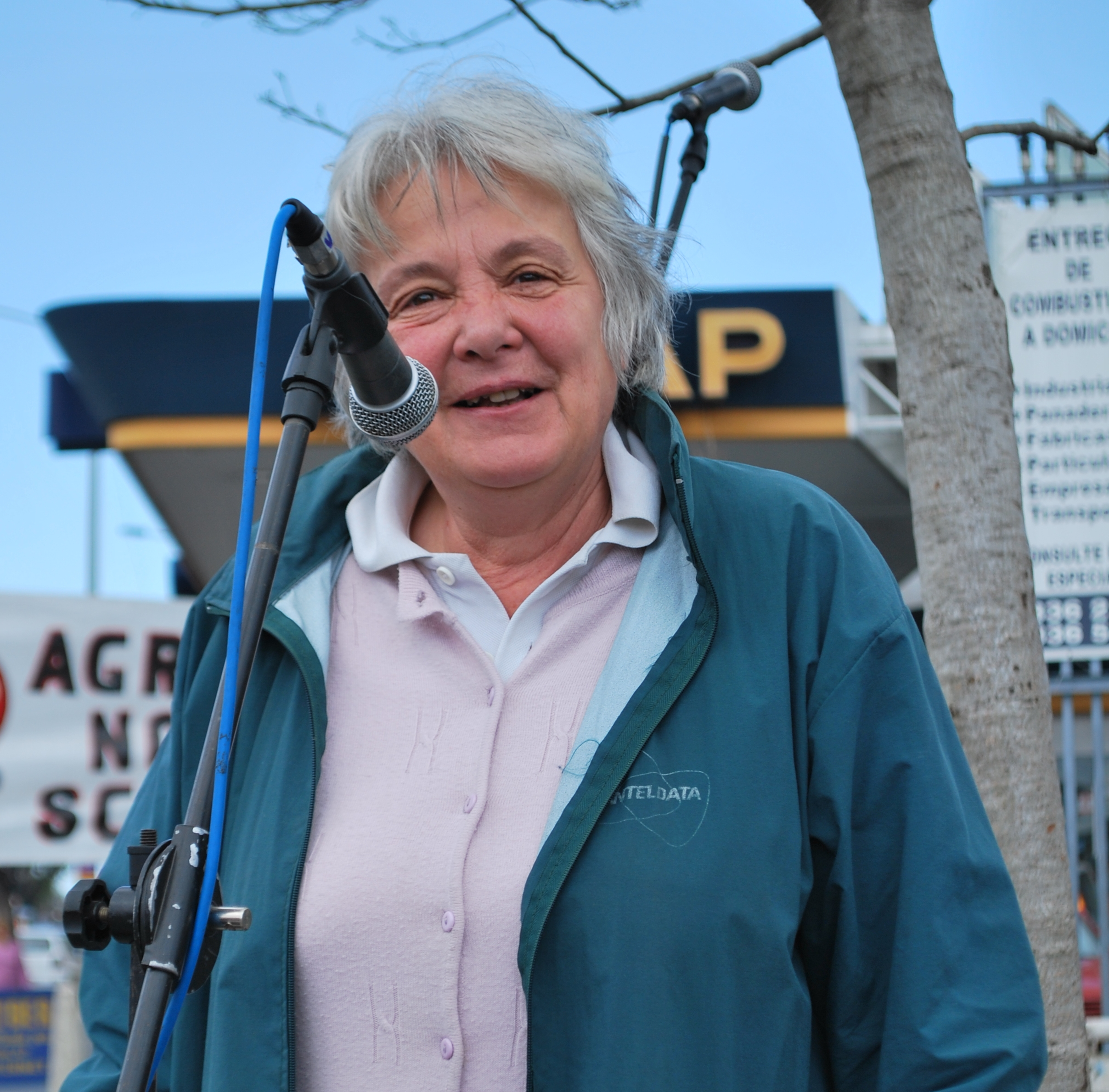
La moglie di Mujica, Lucía Topolansky, nel settembre 2009, durante la campagna che la porterà a diventare senatrice.

Nei primi anni sessanta aderì al neonato movimento dei MLN - Tupamaros (Movimiento de Liberación Nacional), un'organizzazione di guerriglia urbana di ispirazione marxista-leninista, ispirato dalla Rivoluzione cubana e alla difesa dei diritti dei lavoratori della canna da zucchero (cañeros) del nord del paese sindacalizzati da Raúl Sendic Antonaccio. Il nome al movimento fu dato ispirandosi al romanzo Ismael del 1888 di Eduardo Acevedo Díaz che parlava delle truppe dei "contadini, nativi o criollos, rappresentati nel testo come gli uomini al seguito del libertador José Gervasio Artigas e comparati da spagnoli e proprietari terrieri alle truppe al seguito di Túpac Amaru II", "l'autore spiegava come la denominazione tupamaro fosse usata spregiativamente dalla classe dominante (...) Si scelse il riferimento storico ai tupamaros di José Gervasio Artigas (...) con l'obiettivo di dargli una connotazione più aperta e capace di andare oltre i tradizionali riferimenti troppo legati alla sinistra eurocentrica (...)".
Nel corso di varie azioni ricevette ben 6 ferite da arma da fuoco, e nel 1969 partecipò alla breve occupazione di Pando, una città vicina a Montevideo. Mujica fu arrestato in quattro diverse occasioni e fu tra i prigionieri politici che riuscirono a evadere dalla prigione di Punta Carretas nel 1971. Fu comunque ricatturato un anno dopo e condannato da un tribunale militare sotto il governo di Jorge Pacheco Areco, che aveva sospeso diverse garanzie costituzionali.
Dopo il colpo di Stato militare del 1973, organizzato dal presidente e dittatore Juan María Bordaberry, fu trasferito in un carcere militare dove rimase rinchiuso per quasi 12 anni, la maggior parte dei quali passati in completo isolamento in un braccio ricavato da un pozzo sotterraneo. Fu uno dei 9 dirigenti tupamaros prigionieri che la dittatura civile-militare chiamava rehenes ("ostaggi"), ossia persone che, in caso di ulteriori azioni militari dei Tupamaros in libertà, sarebbero state immediatamente fucilate.
Altri rehenes erano un altro dirigente tupamaro, Eleuterio Fernández Huidobro, poi diventato ministro della difesa, lo scrittore Mauricio Rosencof, che raccontò di aver subito torture, e il fondatore del loro movimento, Raúl Sendic Antonaccio, con i quali riuscì a mantenere i contatti in carcere, malgrado le inumane condizioni di detenzione. Mujica, come affermato da lui stesso, a causa dell'isolamento soffrì di gravi problemi di salute, specialmente psicologici, arrivando ad avere allucinazioni uditive e paranoia.
Nel 1985, quando la democrazia costituzionale fu ristabilita, Mujica fu liberato grazie ad un'amnistia della quale beneficiarono sia guerriglieri sia golpisti, coprente crimini di guerra e fatti di guerriglia commessi dal 1962 in poi. Tale amnistia sarà revocata per crimini contro l'umanità, ottenendo il processo e la condanna dell'ex dittatore Bordaberry.

### Ritorno alla democrazia
Dopo qualche anno di apertura democratica, Mujica e altri dirigenti tupamaros, assieme ad altri gruppi di sinistra, crearono il Movimento di Partecipazione Popolare (MPP), all'interno della coalizione del Fronte Ampio. Alle elezioni del 1994 fu eletto deputato nella circoscrizione di Montevideo e dichiarò di "sentirsi come un fioraio in parlamento", facendo riferimento alla sua attività professionale nell'agricoltura. Malgrado ciò, la sua presenza nell'arena politica catturò subito l'attenzione del pubblico.
Alle elezioni del 1999 fu eletto senatore e in quell'anno fu pubblicato il libro Mujica di Miguel Ángel Campodónico (un altro oriundo ligure), che racconta la vita e il pensiero del guerrigliero convertito al parlamentarismo. Alle elezioni del 2004 il suo movimento ottenne la più alta percentuale di voti mai raggiunta fino ad allora, facendone la prima forza del Fronte Ampio, cosa che aumentò grandemente l'influenza e l'autorevolezza di quest'ultimo all'interno della coalizione di governo.

### Attività all'interno del governo del Fronte Ampio

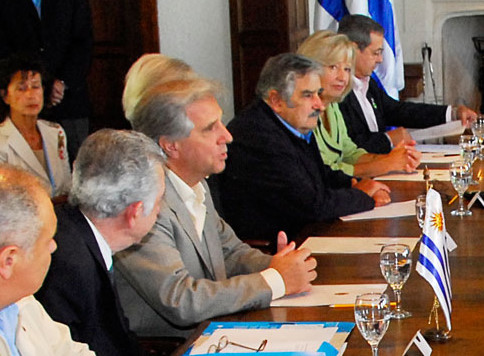
José Mujica assieme al presidente Vázquez.

Il 1º marzo 2005 fu nominato Ministro dell'Allevamento dal neoeletto presidente della Repubblica Tabaré Vázquez; il suo sottosegretario era Ernesto Agazzi, ingegnere agronomo specializzato. Mujica è stato accusato - a torto - di scarsa professionalità, occupato più nella campagna elettorale che nella guida del suo dicastero, tant'è che il vero "Ministro" era considerato proprio Agazzi, ritenuto più adatto alla guida di tale ministero.
Tuttavia Mujica è stato il ministro più popolare, proprio per la sua vicinanza alla gente e per il suo carisma, che lo hanno reso molto popolare tra l'elettorato uruguaiano. Mujica è stato inoltre apprezzato per il suo dialogo con la gente. Il 3 marzo 2008 lasciò la sua carica a favore di Agazzi per candidarsi alla Presidenza per le elezioni del 2009 ed ottenne il seggio di senatore. Gli altri candidati alle primarie erano Danilo Astori e Marcos Carámbula, anche se il Presidente Vázquez indirettamente appoggiava Astori.
Tra le prime proposte di Mujica ci fu il riavvicinamento all'Argentina dei coniugi Néstor e Cristina Kirchner. Nel 2006, infatti, era sorta una crisi diplomatica a causa della costruzione, da parte del governo dell'Uruguay, di una cartiera sul Rio Uruguay, dalla quale sono sorte polemiche con il governo peronista dell'Argentina. Mujica invitò i Kirchner a riavvicinarsi al popolo uruguaiano, cercando di superare le controversie passate.

### Candidatura presidenziale

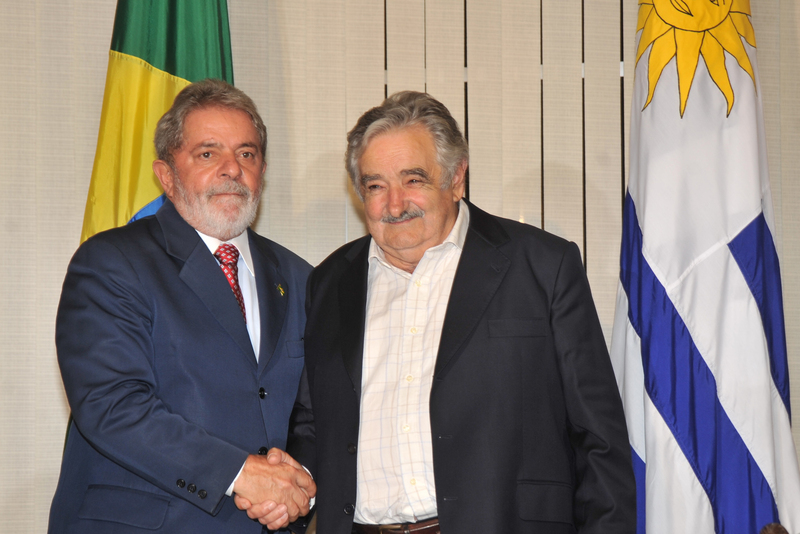
Mujica con il presidente del Brasile, Luiz Inácio Lula da Silva, nel 2010

Il 13 e il 14 dicembre 2008 si tenne il congresso del Fronte Ampio che aveva l'obiettivo di stilare il programma di governo per il successivo periodo presidenziale tra il 2010 e il 2015 e che candidò ufficialmente José Mujica alla presidenza. Ciò suscitò polemiche tra gli altri potenziali candidati, Danilo Astori, Marcos Carámbula, Daniel Martínez ed Enrique Rubio, che pretendevano condizioni eguali tra tutti gli aspiranti alla corsa presidenziale. Successivamente sia Martinez sia Rubio rinunciarono alla competizione e i candidati alle primarie restarono tre: Astori, Carámbula e lo stesso Mujica.
Il 24 maggio 2009 Mujica lasciò la guida del suo movimento, affermando che tale scelta era stata dettata dal fatto che il candidato rappresenta non un settore specifico, ma tutto il partito. Il 28 giugno 2009 Mujica fu eletto candidato presidente del Fronte Ampio con il 52% dei voti, a fronte del 39% del suo principale avversario, Danilo Astori. Tra le prime proposte di Mujica figurava la vendita di parte di azioni di imprese statali.

### Elezioni presidenziali del 2009
Il 25 ottobre 2009 Mujica ottenne al primo turno il 48% dei voti (circa 1 105 000), contro il 29% di Luis Alberto Lacalle del Partido Nacional. Al ballottaggio, tenutosi il 29 novembre Mujica fu eletto presidente dell'Uruguay con più del 52% dei suffragi.

### Politica nazionale

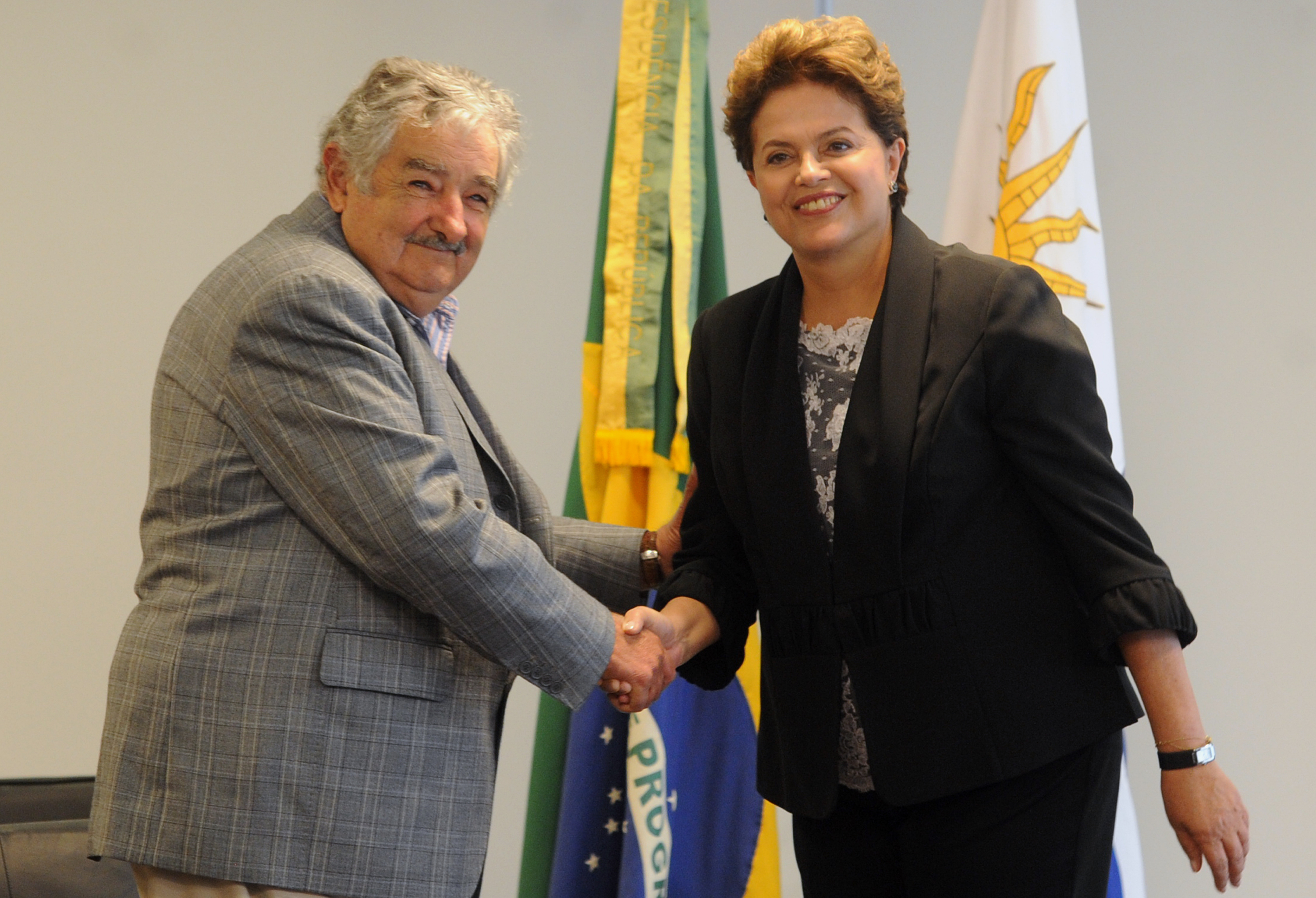
Mujica con la presidente del Brasile Dilma Rousseff, con cui ha in comune un passato nella guerriglia contro le dittature sudamericane

Mujica, che in passato sostenne e ottenne la depenalizzazione dell'aborto, sostenne poi il riconoscimento dei matrimoni gay e la legalizzazione della marijuana: «la tossicodipendenza è una malattia, guai a confonderla col narcotraffico». Mujica proponeva di non fumarla, bensì di ingerirne piccole quantità inserite nei cibi. José Rubial, presidente della Corte Suprema, propose anche di distribuirla gratuitamente, per evitare che i consumatori compissero atti criminali per ottenerla (cadendo quindi nella tossicodipendenza) o la acquistassero al mercato nero, gestito dalla criminalità organizzata. Per calcolare il consumo di droga, Rubial propose di registrare i consumatori.
Questi obiettivi vennero raggiunti: 
- Nel 2013 ci fu l'istituzione del matrimonio omosessuale per i cittadini uruguaiani che ne facessero richiesta[32].
- La legalizzazione delle droghe leggere, specie la cannabis, di cui sono state autorizzate la coltivazione fino a sei piante per uso personale, e quella statale (e privata con apposite licenze) per quantità superiori, destinate alla libera vendita nelle farmacie. Quest'ultima legge è entrata in vigore nell'aprile 2014[33].
- La nuova legge sull'aborto[34].

In seguito alle elezioni politiche del 2014, in cui Mujica non ha voluto ricandidarsi, è diventato nuovamente presidente, in carica dal 1º marzo 2015, il suo predecessore Tabaré Vázquez.
È stato vicino al presidente venezuelano Hugo Chávez che considera "il più generoso governante che io abbia mai conosciuto". Nel 2011 si è espresso contro l'aggressione militare lanciata dai Paesi della NATO contro la Libia di Gheddafi.
In termini generali, la sua politica è stata in linea con il precedente mandato. La quota della spesa sociale sul totale della spesa pubblica passa quindi dal 60,9% al 75,5% tra il 2004 e il 2013. Durante questo periodo, il tasso di disoccupazione è diminuito dal 13 al 7%, il tasso di povertà nazionale dal 40 all'11% e il salario minimo è stato aumentato del 250%. Secondo la Confederazione sindacale internazionale, l'Uruguay è diventato il paese più avanzato nelle Americhe in termini di rispetto dei "diritti fondamentali del lavoro, in particolare la libertà di associazione, il diritto alla contrattazione collettiva e il diritto di sciopero".

## Il pensiero politico
Mujica sosteneva che a guidare la vita di ciascuno dovesse essere il principio della sobrietà:
Riconoscendo l'indispensabilità del mercato, ma criticandolo per migliorarlo, Mujica non disconosceva la funzione positiva del capitalismo che «so bene che [...] serve a produrre ricchezza, quindi tasse, buone per i servizi di cui anche i poveri si avvantaggiano.»
È comunque errato promettere la felicità per il futuro sacrificando la generazione del presente: occorre muoversi con una visione gradualista che abbia come obiettivo reale immediato l'eudemonia piuttosto che un improbabile edonismo.
Intervistato nel novembre del 2016 dal giornalista Omero Ciai, José Mujica ha esposto il suo pensiero su alcuni argomenti che agitano la società contemporanea.
La ricchezza complica la vita: «*...viviamo in un mondo nel quale si crede che colui che trionfa debba possedere tanto denaro, avere privilegi, una casa grande, maggiordomi, tanti servitori, vacanze extralusso. Mentre io penso che questo modello vincente sia solo un modo idiota di complicarsi la vita. Penso che chi passa la sua vita a accumulare ricchezza sia malato come un tossicodipendente, andrebbe curato.». «Non sprecate la vita nel consumismo, trovate il tempo di vivere per essere felici.»
«La mia idea di felicità è soprattutto anticonsumistica. Hanno voluto convincerci che le cose non durano e ci spingono a cambiare ogni cosa il prima possibile. Sembra che siamo nati solo per consumare e, se non possiamo più farlo, soffriamo la povertà. Ma nella vita è più importante il tempo che possiamo dedicare a ciò che ci piace, ai nostri affetti e alla nostra libertà. E non quello in cui siamo costretti a guadagnare sempre di più per consumare sempre di più. Non faccio nessuna apologia della povertà, ma soltanto della sobrietà.»
Sul fenomeno della globalizzazione Mujica ha sostenuto che «No, non è possibile [eliminarla]. Sarebbe come essere contrari al fatto che agli uomini cresce la barba. Ma quella che abbiamo conosciuto finora è soltanto la globalizzazione dei mercati. Che ha come conseguenza la concentrazione di ricchezze sempre maggiori in pochissime mani. E questo è molto pericoloso. Genera una crisi di rappresentatività nelle nostre democrazie perché aumenta il numero degli esclusi. Se vivessimo in maniera saggia, i sette miliardi di persone nel mondo potrebbero avere tutto ciò di cui hanno bisogno. Il problema è che continuiamo a pensare come individui, o al massimo come Stati, e non come specie umana.»
Coerentemente ad altri osservatori politici Mujica si era detto «... molto preoccupato da un'eventuale vittoria di Donald Trump perché il peso degli Stati Uniti nel mondo è tale che i disastri combinati da un presidente statunitense si possono ripercuotere su tutti noi. Però penso anche che il presidente negli Stati Uniti, per fortuna e per disgrazia, ha in fondo poteri abbastanza limitati».
José Mujica era ateo.

## Onorificenze

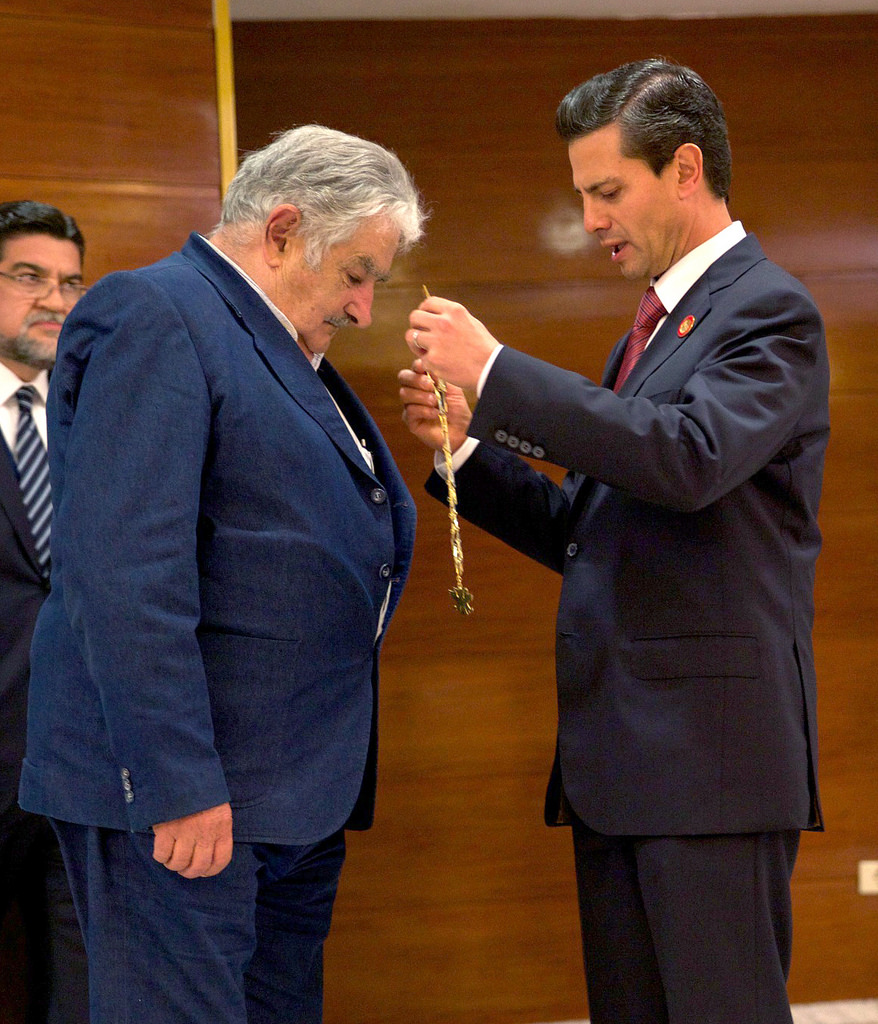
José Mujica decorato con le insegne del Gran Collare dell'Ordine dell'Aquila azteca dal presidente messicano Enrique Peña Nieto.

### Onorificenze straniere

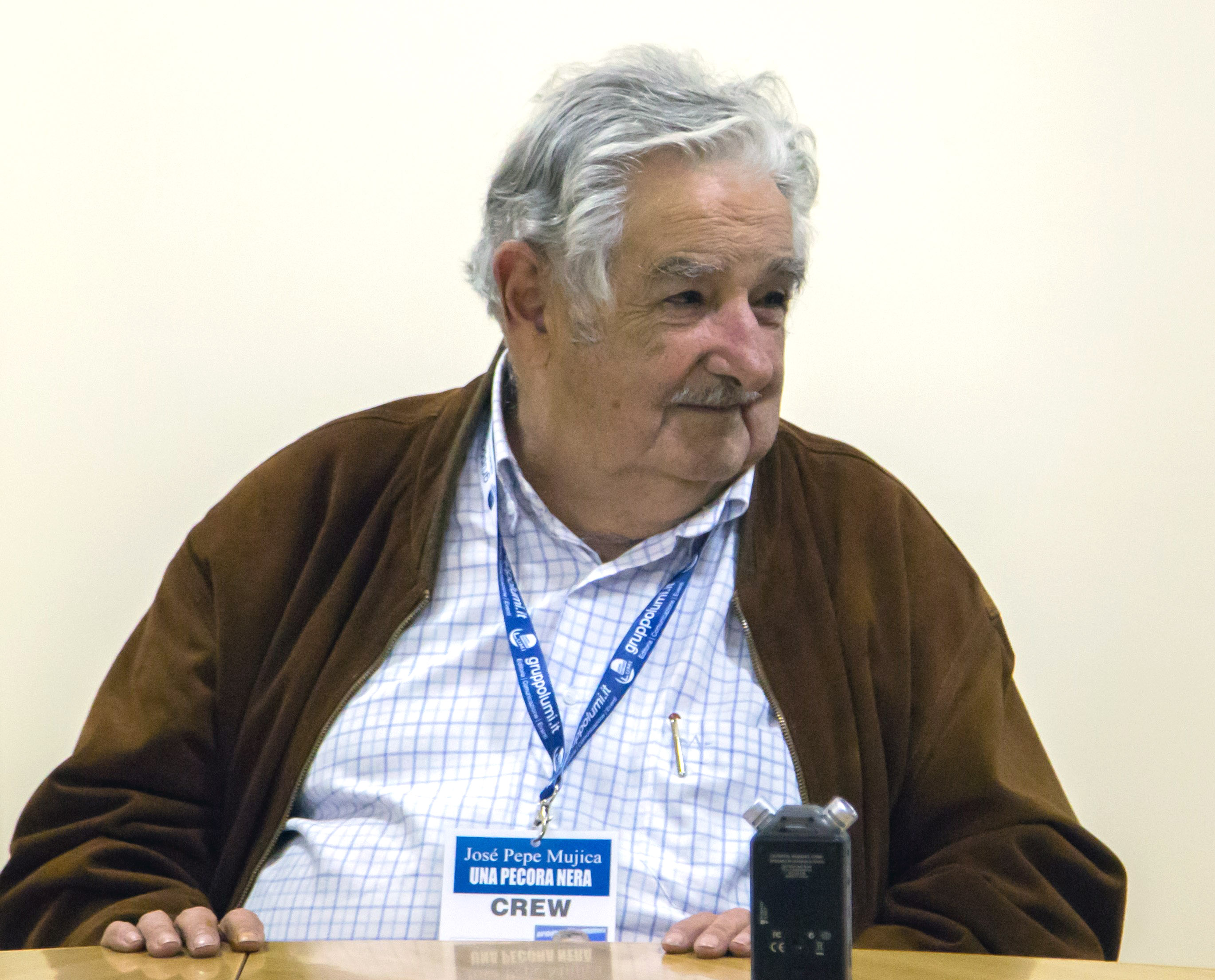
Mujica durante una visita in Italia nel 2016, in occasione della pubblicazione del libro Una pecora nera al potere

## Nella cultura di massa
- Una notte di 12 anni (La noche de 12 años), regia di Álvaro Brechner, 2018
- Pepe Mujica - Una vita suprema, regia di Emir Kusturica, 2019
- Fragile equilibrio, documentario del 2019 distribuito in Italia dalla Mescalito film
- Una pecora nera al potere, biografia di Andrés Danza e Ernesto Tulbovitz, Gruppo Lumi, 2016